# Голденберг, Майкл
Майкл Голденберг (англ. Michael Goldenberg; род. 1960) — американский драматург, голливудский сценарист и кинорежиссёр. Он окончил драматический колледж Карнеги—Меллон в 1986 году со степенью бакалавра искусств.
Голденберг был сценаристом и режиссёром фильма «Постель из роз» в 1996 году. Он был сосценаристом киноадаптации «Контакта» и также соадаптировал полнометражную версию «Питера Пэна» с режиссёром П. Дж. Хоганом. Он также является сценаристом пятого фильма о Гарри Поттере, «Гарри Поттер и Орден Феникса» (2007).
Голденберг был выбран для написания сценария к фильму «Гарри Поттер и Орден Феникса» в 2004 году, когда Стив Кловис, который адаптировал предыдущие четыре книги о Гарри Поттере, отклонил сделать пятый фильм из-за его усталости и заинтересованности в реализации других проектов. BBC сообщило, что Голденберг позже напишет сценарий для футуристической драмы для Warner Bros. Он также был одним из сценаристов супергеройского фильма «Зелёный Фонарь», переписав сценарий для режиссёра Мартина Кэмпбелла. В августе 2010 года, Голденберга наняли для написания сценария к «Зелёному Фонарю 2».
29 июля Disney объявило, что он напишет сценарий к предстоящему фильму «Артемис Фаул».

## Фильмография
- Постель из роз / Bed of Roses (1996) (режиссёр/сценарист)
- Контакт / Contact (1997) (сценарист)
- Питер Пэн / Peter Pan (2003) (сценарист)
- Гарри Поттер и Орден Феникса / Harry Potter and the Order of the Phoenix (2007) (сценарист)
- Зелёный Фонарь / Green Lantern (2011) (сценарист)